# Christian Mumenthaler

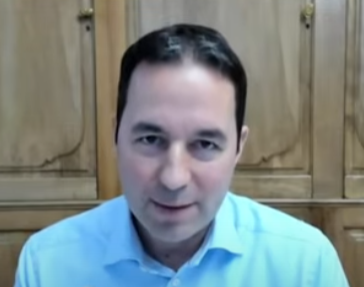
Christian Mumenthaler (2021)

Christian Stéphane Mumenthaler (* 21. Juni 1969) ist ein Schweizer Versicherungsmanager. Von 2016 bis 2024 war er Vorsitzender der Geschäftsleitung (Group CEO) der Swiss Re.

## Werdegang
Christian Mumenthaler begann seine Berufslaufbahn 1997 als Associate der Boston Consulting Group. 1999 trat er bei Swiss Re ein und war zunächst für strategische Projekte zuständig. 2002 baute er die Einheit Group Retro and Syndication auf, die er bis 2005 leitete. Von 2005 bis 2007 war er Group Chief Risk Officer und von 2007 bis 2010 leitete er die Geschäftseinheit Life & Health. Im Januar 2011 wurde er zum Chief Marketing Officer Reinsurance ernannt und nahm Einsitz im Group Executive Committee. Im Oktober 2011 wurde er zum CEO Reinsurance berufen. Von Juli 2016 bis Juni 2024 war er Group-CEO von Swiss Re, ab 2013 war er zusätzlich Vorsitzender des Swiss Re Strategic Council. Per Anfang 2025 wird er Präsident des UBS Center for Economics in Society an der Universität Zürich.
Das Weltwirtschaftsforum wählte ihn als Young Global Leader 2005–2010. Er promovierte am Institut für Molekularbiologie und Biophysik an der ETH Zürich. Seit 2019 ist er Mitglied des Stiftungsrates der St. Galler Stiftung für Internationale Studien.

## Publikationen
- Self-correcting distance geometry for the automatic assignment of NMR NOESY spectra and the prediction of protein tertiary structures. Zürich 1996. Zugleich Dissertation ETH Zürich, Nr. 11995, 1996, doi:10.3929/ethz-a-001761326.